# N̦

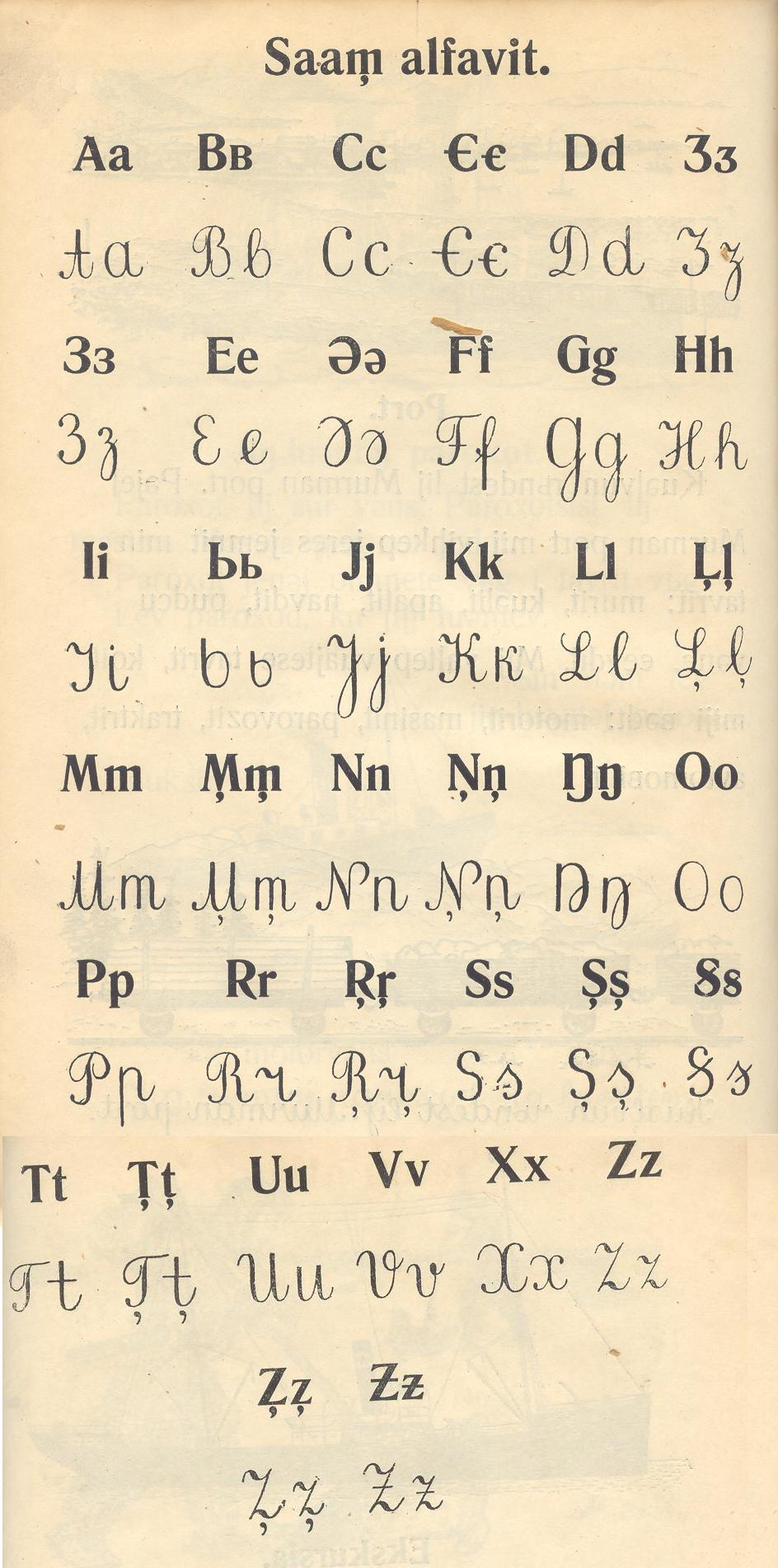
Das kildinsamische Alphabet von 1933 verwendete ebenfalls den Buchstaben N mit Komma.

N̦ n̦ (N mit Unterkomma) ist ein Buchstabe im heute nicht mehr gebräuchlichen lateinischen Alphabet des Kildinsamischen. Der Buchstabe repräsentiert einen palatalisierten Laut [nʲ].